# Salim Kerkar
Salim Kerkar (nacido en 6 de agosto de 1987, en Givors; Francia) es un futbolista nacionalizado francés. Juega como mediocampista y su actual club es el Burgan SC de Kuwait.

## Carrera en clubes
El 8 de septiembre de 2006, Kerkar debutó oficialmente con el F. C. Gueugnon en la Ligue 2 en un partido contra el Tours F. C. El 5 de mayo de 2007, firmó su primer contrato profesional con el F. C. Gueugnon.
El 17 de agosto de 2010, Kerkar fue a probarse en el Rangers F. C. escocés, marcando un gol en un partido  amistoso contra el Partick Thistle que acabó 5-0. El 28 de octubre, el técnico del Rangers Walter Smith anunció que Kerkar ya no estaba en las miras del club, ya que su anterior equipo, el F. C. Gueugnon exigía trescientos sesenta mil euros de compensación. Finalmente el Gueugnon se arrepintió de sus pedidos y decidió vender la cláusula de contrato de Kerkar, lo que permitió al club de Glasgow contratarlo. Tuvo su debut como sustituto en la victoria 5-0 contra el Motherwell, el 30 de abril de 2011.  Anotó su primer gol con el Rangers el 8 de enero de 2012, en un partido de la Copa de Escocia contra el Arbroath.
Al finalizar la temporada 2011/12, el contrato de Kerkar con el Rangers expiró y se unió como agente libre al Charlton Athletic del Football League Championship con un contrato por un año.

## Vida personal
Kerkar es el hermano menor del jugador argelino Karim Kerkar.

## Clubes
| Club                   | País       | Año             | Partidos(Goles) |
| ---------------------- | ---------- | --------------- | --------------- |
| Gueugnon               | Francia    | 2006 - 2010     | 48(4)           |
| Calais RUFC (préstamo) | Francia    | 2007 - 2008     | 36(6)           |
| Rangers F. C.          | Escocia    | 2010 - 2012     | 18(2)           |
| Charlton Athletic      | Inglaterra | 2012 - 2013     | 24(1)           |
| PFC Beroe Stara Zagora | Bulgaria   | 2014 - 2016     | 46 (7)          |
| FC Vereya              | Bulgaria   | 2016 - 2017     | 30 (2)          |
| Burgan SC              | Kuwait     | 2018 - Presente | ?               |